# NEN 1041
De NEN 1041 is de Nederlandse norm die de veiligheidseisen beschrijft waaraan hoogspanningsinstallaties moeten voldoen. De NEN 1041 is minder gedetailleerd dan de NEN 1010 die geldt voor laagspanningsinstallaties.
De NEN 1041 omvat in grote lijnen een aantal bepalingen met betrekking tot verdeelinrichtingen, het aansluiten van motoren, toestellen, etc.. Zij geeft echter geen tot weinig aanwijzingen over de technische achtergronden van hoogspanningsinstallaties zoals het ontwerp, uitvoering en beheer.